# Премія Американської Асоціації Сприяння Слов'янським Дослідженням
Пре́мія Америка́нської Асоціа́ції Сприя́ння Слов'ян́ським Дослі́дженням — заснована з метою відзначення найкращих книжкових видань, присвячених сучасним проблемам у галузі гуманітарних, соціальних наук, дипломатії, літературних, політологічних і культурологічних
досліджень. Окрема премія заохочує дослідження польської історії та сьогодення.
У полі зору правління AAASS також підтримка аспірантів та докторантів.
Премією «За видатний внесок у розвиток слов'янознавства» удостоюють заслужених науковців-істориків, які присвятили своє життя славістиці, віддано служили своєму фахові.